# Jean-Marc Souverbie
Pour l’article homonyme, voir Jean Souverbie.
Pas d'image ? Cliquez ici

a Compétitions nationales et continentales officielles uniquement.

Jean-Marc Souverbie, né le 9 avril 1975 à Pau (Pyrénées-Atlantiques), est un joueur français de rugby à XV évoluant aux postes d'ailier et d'arrière, voire de centre. Formé à la Section paloise, Souverbie a également porté le maillot de Bordeaux et Perpignan, avant de terminer sa carrière à l'US Morlàas.

## Biographie

### Jeunesse et formation
Jean-Marc Souverbie, naît le 9 avril 1975 à Pau et grandit à Lannecaube, dans le Vic-Bilh avec ses deux sœurs. La famille de son père est originaire de Laruns et Aste-Béon, tandis que celle de sa mère est de Lannecaube. Son grand-père l'emmenait voir les matches de l'ESL Lembeye.
Il commence sa carrière sportive par le football au FC Pau, avant de se tourner vers le rugby à XV à l'âge de 12 ans, rejoignant la Section paloise en 1992.
En 1991, il est finaliste du Challenge Gaudermen avec la Section paloise face au FC Grenoble.
Jean-Marc a fait ses études à Bayonne, où il a étudié en Bac sport étude rugby, avant d'obtenir une licence STAPS et de devenir professeur d'éducation physique.
Il est le parrain et cousin de la mère de Gabriel Souverbie, ancien capitaine des Espoirs de la Section paloise.

### Carrière
Jean-Marc Souverbie débute en équipe première avec la Section paloise aux côtés de Nicolas Brusque. Après le départ de Philippe Bernat-Salles, il gagne ses galons de titulaire. Avec son club de cœur, il est finaliste du Challenge Yves du Manoir 1995-1996.
En 1997, il remporte le Challenge Yves du Manoir, devenu la Coupe de France de rugby à XV 1996-1997. Mis sur la touche par les performances de Fréderic Leloir ou de Philippe Bernat-Salles, il est poussé vers la sortie par la Section.
Il rejoint ensuite le CA Bègles-Bordeaux de 1997 à 2001. Il déclare être parti à contre-cœur, en raison de ses études à Bordeaux. Durant cette période, il est sélectionné par Bernard Laporte en Équipe de France de rugby à XV en mai 2000 face à la Roumanie. Il inscrit un essai durant cette rencontre.
Souverbie porte ensuite le maillot de l'USA Perpignan, club avec qui il est finaliste de la Coupe d'Europe de rugby à XV 2002-2003 le 24 mai 2003. Titulaire à l'arrière en finale à Lansdowne Road de Dublin face au Stade toulousain, il voit son équipe s'incliner 22 à 17 face au Stade toulousain.
Jean-Marc Souverbie revient à la Section paloise, et est finaliste du Challenge européen 2004-2005. Après quatre saisons, Souverbie termine sa carrière à l'US Morlàas,

## Palmarès

### En club
- Finaliste de la Coupe d'Europe 2003 face au Stade toulousain
- Finaliste du challenge européen 2005 face aux Sale Sharks

### Avec les Bleus
- 1 sélection (en 2000)
- 1 essai (5 points)

### Autres sélections
- International France A : 1 sélection en 2002 (Australie A)

## Après carrière
Après sa carrière de rugbyman, Jean-Marc est devenu directeur commercial, avant de fonder une association « Les tondeuses sur pattes » qui propose des services d'écopâturage pour l'entretien des espaces verts avec des brebis.

### Tondeuse sur pattes
L'association « Les tondeuses sur pattes », fondée par Jean-Marc Souverbie en juin 2020, propose des services d'écopâturage pour l'entretien des espaces verts dans la ville de Pau et ses environs. Les brebis béarnaises utilisées pour l'écopâturage sont des animaux de réforme sauvés de l'abattoir. Le projet a été lancé en réponse à une demande forte de la Section Paloise pour un projet RSE. Le projet vise à réduire l'empreinte carbone et à promouvoir la biodiversité en utilisant des animaux pour tondre les pelouses. L'association est devenue populaire et compte aujourd'hui 45 brebis et quatre ânes dans son cheptel. Les animaux sont loués à des particuliers et des entreprises pour entretenir les espaces verts. L'association envisage d'installer des ruches et des nids d'oiseaux sur le terrain de la Section Paloise pour sensibiliser à la faune et la flore et à terme ouvrir un parcours pédagogique pour les enfants.